# Boháč a Lazar
Podobenství o boháči a Lazarovi patří k nejznámějším Ježíšovým podobenstvím, přestože jej uvádí pouze Evangelium podle Lukáše – Lk 16, 19 (Kral, ČEP).

## Příběh
Ježíšovo vyprávění autor evengelia zaznamenal takto:
19. Byl pak člověk jeden bohatý, a obláčel se v šarlat a v kment, a hodoval na každý den stkvostně. 20. A byl jeden žebrák, jménem Lazar, kterýž ležel u vrat jeho vředovitý, 21. Žádaje nasycen býti těmi drobty, kteříž padali z stolu bohatce. Ale i psi přicházejíce, lízali vředy jeho. 22. I stalo se, že ten žebrák umřel, a nesen jest od andělů do lůna Abrahamova. Umřel pak i bohatec, a pohřben jest. 23. Potom v pekle pozdvih očí svých, v mukách jsa, uzřel Abrahama zdaleka, a Lazara v lůnu jeho. 24. I zvolav bohatec, řekl: Otče Abrahame, smiluj se nade mnou, a pošli Lazara, ať omočí konec prstu svého v vodě, a svlaží jazyk můj; nebo se mučím v tomto plameni. 25. I řekl Abraham: Synu, rozpomeň se, žes ty vzal dobré věci své v životě svém, a Lazar též zlé. Nyní pak tento se těší, ale ty se mučíš. 26. A nad to nade všecko mezi námi a vámi propast veliká utvrzena jest, aby ti, kteříž chtí odsud k vám jíti, nemohli, ani od onud k nám přejíti. 27. I řekl: Ale prosím tebe, otče, abys ho poslal do domu otce mého. 28. Neboť mám pět bratrů. Ať jim svědčí, aby i oni nepřišli do tohoto místa muk. 29. I řekl jemu Abraham: Majíť Mojžíše a proroky, nechť jich poslouchají. 30. A on řekl: Nic, otče Abrahame, ale kdyby kdo z mrtvých šel s nim, budou pokání činiti. 31. I řekl mu: Poněvadž Mojžíše a proroků neposlouchají, aniž byť kdo z mrtvých vstal, uvěří jemu.
Lk 16:19–31, Bible kralická

## Výklad
Podobenství o boháči a Lazarovi lze chápat jako pokračování "řeči k farizeům" v kapitole 16. Lůno Abrahamovo je místem potěchy, metaforou pro nebe. Jde o pojem z doby Druhého chrámu. Peklo zde odpovídá řeckému Hádés (ᾍδης, podzemní svět) a hebrejskému še’ol (שאול‎, hrob, jáma, příbytek pro mrtvé), nikoli Gehenna (Γέεννα, oheň v údolí Hinóm). Někteří autoři ztotožňují boháče s Kaifášem.

## Ohlasy v umění
V českém prostředí se podobenstvím inspiroval například renesanční dramatik Pavel Kyrmezer, v současnosti pak písničkář Jaroslav Hutka a hudební skupina Asonance.